# Santa Cruz de Lorica

Localização da cidade de Santa Cruz de Lorica, no departamento de Córdoba.

Santa Cruz de Lorica, também conhecida por Lorica, é uma cidade na Colômbia, situada no norte do departamento de Córdoba com 111 923 habitantes (segundo o censo de 2005). É conhecida como a Cidade Antiga e Majestosa, capital do Baixo Rio Sinú e capital de Bocachico. Está localizada na parte norte do Departamento de Córdoba e no curso inferior do Rio Sinú, muito próxima ao Mar do Caribe. Até meados do século XX, Santa Cruz de Lorica gozou de importância econômica devido à sua localização ao norte do Rio Sinú, que era navegável na época, e à sua proximidade com o mar. Isso a tornou o antigo porto regional do Departamento de Bolívar, uma porta de entrada essencial para o centro agrícola e pecuário de Cartagena, o Vale do Sinú.
Destacou-se como uma cidade com grande movimento comercial e social, tendo o Rio Sinú como principal via de acesso e o porto de Lorica como primeiro ponto de chegada de mercadorias e passageiros de outras cidades. Sua arquitetura floresceu graças aos proprietários de terras da região e aos imigrantes sírio-libaneses. Sua história é composta pela mistura de famílias tradicionais da capital bolivariana e imigrantes libaneses, que chegaram entre o final do século XIX e a década de 1930, e por um estilo arquitetônico que mistura a arquitetura republicana com a arquitetura espanhola, por sua vez uma mistura de Andaluzia e árabe. Faz parte da Rede Colombiana de Cidades Patrimônio.
É cidade natal da folclorista afro-colombiana Delia Zapata Olivella e dos escritores Manuel Zapata Olivella e David Sánchez Juliao.

## História
Foi fundada pelo governador de Cartagena, Dom Juan de Torrezar Díaz Pimienta, com o nome de Santa Cruz de Gaita, em 3 de maio de 1776, por estar localizada na Ilha de Gaita. O governador enviou o tenente de cavalaria Dom Antonio de la Torre y Miranda para chegar àquelas terras entrando pela foz do rio chamado Sinu, chegando primeiro ao que hoje é San Bernardo del Viento, e depois concluindo seu caminho entre a foz do canal de Águas Prietas e o rio Sinú. Lá foi recebido por numerosos indígenas da etnia Zenue que não representaram perigo para os fundadores. Prova de sua data de fundação é que Don Antonio de la Torre y Miranda nasceu no ano de 1734 e Don Juan de la Torrezar Díaz y Pimienta chegou a Cartagena das Índias no ano de 1774, desmentindo completamente a possibilidade de sua fundação ter ocorrido por volta do ano de 1740.
Após o primeiro assentamento na pequena ilha de Gaita, os habitantes foram guiados pelo colonizador Antonio de la Torre y Miranda para um local mais alto em 24 de novembro de 1776, pois toda a área era propensa a inundações. Eles se estabeleceram na Ilha de Orica, governada pelo cacique de mesmo nome, razão pela qual a região deixou de ser chamada de Santa Cruz de Gaita, e passou a chamar-se Santa Cruz de Lorica em honra ao cacique. 
A partir do início do século XX a região passou por modernização e grande fortalecimento econômico e cultural, impulsionada por atividade agropecuária. 

## Atrativos turísticos

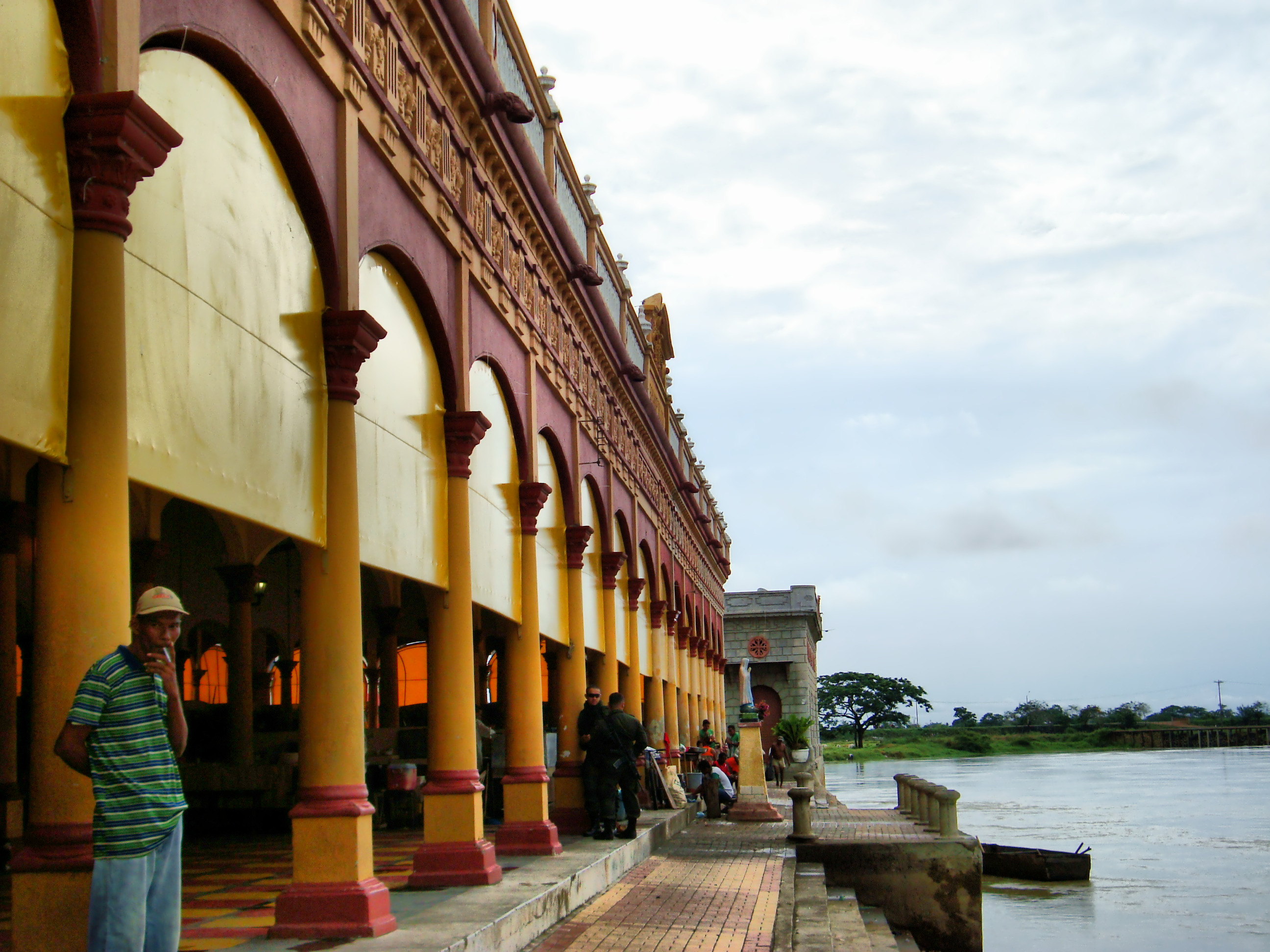
Edifício do Mercado Público, exterior.

Ver o esplendor desta cidade em meados do século XX, graças à navegação e ao comércio ao longo do rio Sinú, é sua principal atração. Verdadeiras joias arquitetônicas erguem-se com força nesta bela e acolhedora cidade. Os proprietários de terras eram pessoas de bom gosto que desejavam embelezar a cidade, e entre eles havia um grande número de imigrantes sírio-libaneses ávidos por construir propriedades que deixassem sua marca. As culturas dos imigrantes são referências importantes e moldaram a identidade desta região. 

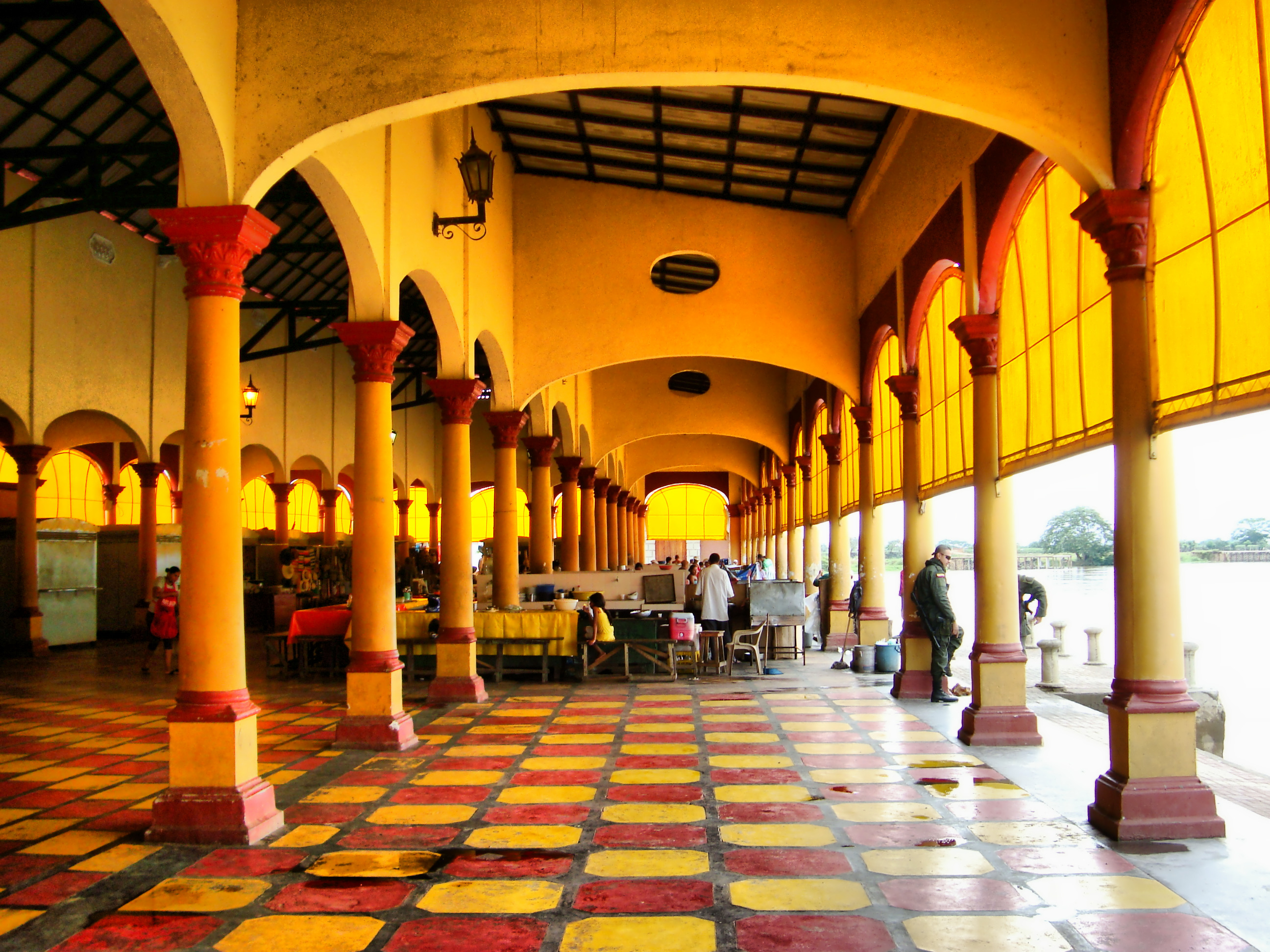
Interior do edifício do mercado público

A cultura de Santa Cruz de Lorica é definida por seu centro histórico, sua praça do mercado (patrimônio histórico nacional) e o mar, já que muitas atividades do seu cotidiano estão ligadas a esses marcos arquitetônicos e naturais. A cidade também está ligada à boa gastronomia. Caminhando pela praça, se encontra grande variedade de opções culinárias, muitas das quais refletem a herança de cidadãos de terras distantes que deixaram sua influência. Esses pratos são combinados com pratos locais, como o bocachico sancocho, o mexido de peixe desfiado, os patacones e o arroz.
O Ministério da Educação, por meio do Decreto nº 1.756, de 26 de outubro de 1996, declarou a Praça do Mercado como monumento nacional e, por meio da Resolução nº 0.796, de 16 de junho de 2000, declarou o setor histórico de Lorica como cidade de interesse patrimonial. Recentemente, passou por reformas e reforços estruturais. Seu entorno oferece espaços atrativos para pedestres e conforto para os visitantes, que podem apreciar o artesanato e saborear pratos típicos regionais. O mercado público está localizado às margens do Rio Sinú e é cercado por edifícios de grande importância histórica e arquitetônica. Este e todo o centro histórico estão sendo promovidos como destino turístico por razões arquitetônicas, culturais e ambientais.